# Non-conformisme
Non-conformisme (of non-conformistisch) was een term die in Engeland en Wales na de Act of Uniformity (1662) (de wet op de uniformiteit) in gebruik was om te verwijzen naar protestants-christenen die zich niet "conformeerden" aan het bestuur en de gebruiken van de gevestigde Anglicaanse Kerk. 
De Engelse dissenters (zoals de puriteinen) die de Act of Uniformity (1559) overtraden, kunnen achteraf ook als non-conformisten worden beschouwd. Deze dissenters kenmerkten zich meestal door het beoefenen of bepleiten van radicale, soms religieus separatistische meningsverschillen tussen hen en de gevestigde staatskerk. 
Tegen het einde van de 19e eeuw verstond men onder de term, non-conformisme ook calvinistische stromingen (zowel de presbyterianen als de congregationalisten), de baptisten en de methodisten. Historisch gezien werden non-conformisten van veel sectoren in het openbare leven uitgesloten.